# Foundational Model of Anatomy
Il Foundational Model of Anatomy (FMA) è una ontologia di riferimento che ha come dominio l'anatomia. Si tratta di una rappresentazione simbolica della canonica, struttura fenotipica di un organismo; un'ontologia spazio-strutturale di entità anatomiche e relazioni che costituiscono l'organizzazione fisica di un organismo a tutti i livelli.
L'FMA è sviluppato e gestito dallo Structural Informatics Group presso l'Università di Washington.